# .38-55 Winchester

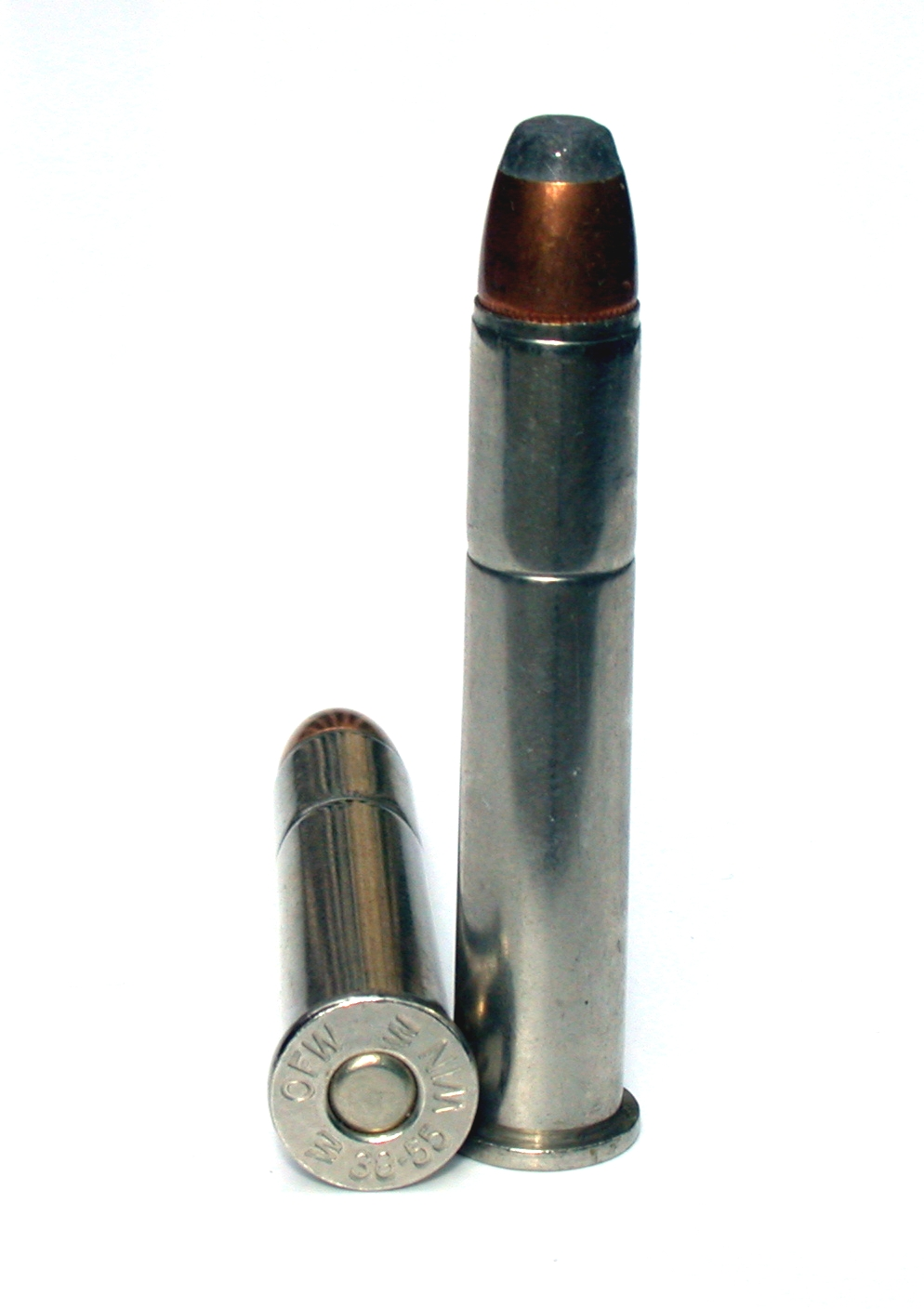
Um cartucho .38-55 Winchester.

O .38-55 Winchester (na verdade um calibre .3775), é um cartucho de fogo central para rifle lançado em 1876 pela "Ballard Rifle & Cartridge Company". Foi usado pela Marlin Firearms de 1875 em diante para vários rifles de tiro único e seu rifle por ação de alavanca de 1893. Posteriormente, foi oferecido pela Winchester em seu Model 1894. A Winchester continuou a usar o .38-55 Winchester em vários rifles até cerca de 1940, e também em algumas edições comemorativas de rifles desde então. Além disso, a Marlin o ofereceu em alguns Model 336 e foi usado em rifles sem ação de alavanca, como o M1885 Remington–Lee por ação de ferrolho.
Uma versão modernizada do cartucho estreou em 1978 como o .375 Winchester, projetado com pressões mais altas e para ser usado apenas em armas de fogo modernas. Não é seguro disparar munição .375 Win de fábrica em rifles com câmara para o .38-55, especialmente em exemplares mais antigos. O estojo é muito semelhante (mais curto em aproximadamente 1 mm), mas o uso de cargas modernas de alta pressão do .375 em um rifle mais antigo pode causar ferimentos graves ao atirador.
O .38-55 é usado para caçar ursos negros e veados em distâncias moderadas e também é usado em apresentações de "Cowboy Action Shooting".